# Спекл-интерферометрия

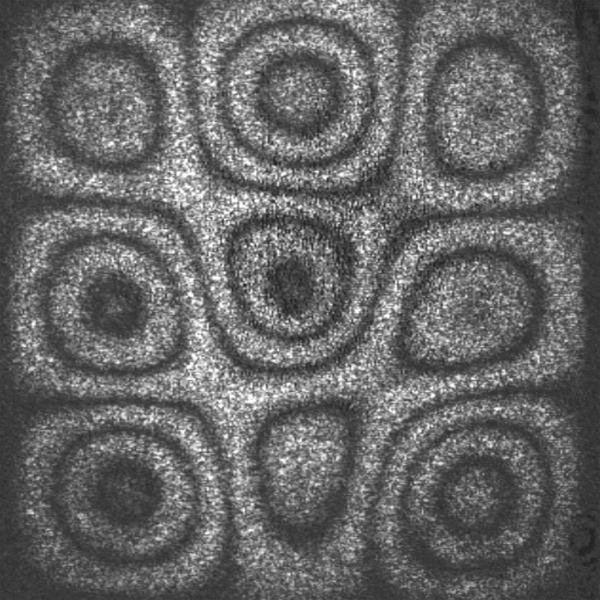
Полосы электронной спекл-интерферометрии (ESPI), показывающие режим вибрации зажатой квадратной пластины

Спекл-интерферометрия (от англ. speckle — пятнышко, крапинка) — один из методов пространственной интерферометрии, основанный на анализе зернистой структуры изображения объекта. Предложен в 1970 году Антуаном Лабейри.

## Спекл-интерферометрия в астрономии
В середине 1980-х гг. наземными наблюдениями с применением спекл-интерферометрии удалось довольно точно оценить радиус орбиты Харона, последующие наблюдения орбитального телескопа «Хаббл» не очень сильно изменили полученную оценку.

## Обработка спекл-интерферограмм
Обработку спекл-интерферограмм можно условно разделить на два этапа: первичная редукция, связанная с удалением
артефактов вносимых приемником излучения, и непосредственно извлечение информации из интерференционных картин.